# Baciro Candé
Baciro Candé (Catió, 6 aprile 1967) è un allenatore di calcio ed ex calciatore guineense, di ruolo difensore, attuale ct della nazionale guineense.

## Carriera
È stato il commissario tecnico della propria nazionale dal 2001 al 2009, per poi allenare per sette anni lo Sporting Bissau e quindi ritornare sulla panchina della nazionale in vista della Coppa d'Africa 2017. Ha guidato la Guinea-Bissau alla qualificazione a quattro fasi finali del torneo.

## Palmarès

### Allenatore

#### Competizioni nazionali
- Campeonato Nacional da Guiné-Bissau: 1

Sporting Bissau: 2010